# مقاطعة مزرباط
مقاطعة مزرآباد (بالإنجليزية: Muzrabot District)‏ هي مقاطعة تقع في أوزبكستان في ولاية صرخنداريا. يقدر عدد سكانها بـ 102,300 نسمة ومساحتها 740 كم2 .